# 左沢郵便局
左沢郵便局（あてらざわゆうびんきょく）は山形県西村山郡大江町にある郵便局。民営化前の分類では集配特定郵便局であった。

## 概要
住所：〒990-1199 山形県西村山郡大江町左沢927-2

## 沿革
- 1872年（明治5年）旧7月 - 左沢郵便取扱所として開設[1]。
- 1875年（明治8年）1月1日 - 左沢郵便局（五等）となる。
- 1885年（明治18年）10月 - 貯金取扱を開始。
- 1890年（明治23年）7月16日 - 為替取扱を開始。
- 1892年（明治25年）10月1日 - 左沢郵便電信局となる。
- 1903年（明治36年）4月1日 - 通信官署官制の施行に伴い左沢郵便局となる。
- 1952年（昭和27年）2月1日 - 電気通信業務の取扱を、新設の左沢電報電話局に移管[2]。
- 1956年（昭和31年）9月1日 - 電話通話および和文電報受付事務の取扱を開始[3]。
- 2007年（平成19年）10月1日 - 民営化に伴い、併設された郵便事業寒河江支店左沢集配センターに一部業務を移管。
- 2012年（平成24年）10月1日 - 日本郵便株式会社発足に伴い、郵便事業寒河江支店左沢集配センターを左沢郵便局に統合。
- 2015年（平成27年）3月23日 - 貫見郵便局から「990-12xx」区域の集配業務を移管。

## 取扱内容
- 郵便、印紙、ゆうパック、内容証明
- 貯金、為替、振替、振込、国際送金、国債
- 生命保険、バイク自賠責保険
- ゆうちょ銀行ATM
- 西村山郡大江町内（〒990-11xx、990-12xx）の集配業務

## 周辺
- 大江町役場
- 国道458号
- 最上川

## アクセス
- JR左沢線 左沢駅から徒歩約4分
- 大江スクールバス 左沢郵便局前停留所下車
- 山形自動車道 寒河江SAスマートICから北西へ約5.5km
- 駐車場あり：17台